# 독일어 위키백과
독일어 위키백과는 독일어로 된 위키백과이다. 2001년 3월 16일에 시작되었다. 기호는 de이다. 표어는(독일어: Die Freie Enzyklopädie, 자유 백과 사전)이다.

## 규모
2017년 12월 7일 기준 2,129,508개의 문서를 보유 중으로, 영어판과 세부아노어판, 스웨덴어판에 이어 위키백과 규모 4위를 자랑한다.
2007년 5월 통계에서는, 97%의 문서가 200 문자 이상, 88%의 문서가 500 바이트 이상이고, 44%의 문서가 2 킬로바이트 이상이며, 문서의 평균 크기는 3143 바이트이다. 이는 대규모의 위키백과 중에서는 최고 수준을 자랑하는 수치이다.

## 특징
- 저명성에 대해서 상당히 엄격한 규칙을 보유하고 있다. 저명성에 대한 기준이 상당히 상세하고 개별 주제간 기준도 상세하게 마련되어 있다.
- 공정 이용을 불허하고 있다. 대신 저작권의 성립 요건인 독창성의 요건은 완화하고 있어 독창성이 적은 회사의 로고나 아이콘 등을 좀더 넓게 허용한다.
- 뉴스 등의 출처보다는 학술 서적/논문을 출처로 이용하는 것을 더 장려한다. 확인 가능(검증 가능성)의 정책은 학술상의 출처를 다른 일반적인 출처보다 더 신뢰할 수 있는 출처로 분류하고 있다. 학술상의 출처가 아닌 출처들은 적어도, 정책상으로는 학술적인 출처가 주제를 다루기 부족한 경우에만 허용하고 있다.
- 독어의 2인칭 대명사에는 비경칭(du)와 경칭(Sie)이 존재하나, 위키백과에서는 비경칭을 사용한다.

## 홀로코스트 부인론의 기재금지
독일과 오스트리아에서는 홀로코스트를 부인하는 것이 법률로 금지되어 있다.
이 때문에 독일어판 위키백과에서는 홀로코스트 부인이 금지되어 있으며, 독일어 위키백과의 홀로코스트에 대한 글의 토론 페이지에는 그에 대한 경고문이 있다.

## 참고 문헌
1. ↑  (영어) 위키백과 독일어판 통계(표) 보관됨 2022-01-21 - 웨이백 머신
2. ↑  (독일어) 독일어판 위키백과 홀로코스트 토론 페이지